# 貝茨冰原島峰
貝茨冰原島峰（英語：Bates Nunataks），是南極洲的冰原島峰，位於喬治五世地，屬於不列顛嶺的一部分，處於萬蒂奇山以西33公里，由英聯邦探險隊發現，現時由南極條約體系管理。
80°15′S 153°30′E / 80.250°S 153.500°E